# Terra e libertà (album)
Terra e libertà è il terzo disco dei Modena City Ramblers pubblicato nel 1997 dalla BlackOut PolyGram.

## Il disco
In Terra e libertà si comincia già a sentire un cambiamento di stile che fonde il folk irlandese a suoni sudamericani, cambiamento consacrato dalla seconda canzone del CD, Il ritorno di Paddy Garcia, un personaggio di fantasia nato dalla fusione di Paddy (nome molto diffuso in Irlanda, nonché di un noto whisky) e Garcia (il cognome più diffuso nell'America Latina). L'ambiente latino si sente anche nei testi delle canzoni, ispirate a scrittori del calibro del cileno Luis Sepúlveda, o del colombiano Gabriel García Márquez, premio Nobel per la letteratura, degli spagnoli Paco Ignacio Taibo II e Ramon Chao, e di Daniel Chavarría.
È il primo album 'da professionisti': per sei mesi i Ramblers lavorano in sala prove tre o quattro volte la settimana, otto ore al giorno, per elaborare assieme canzoni e suono. Il titolo Terra e libertà è un omaggio all'omonimo film di Ken Loach,
(Stefano "Cisco" Bellotti)

## Le canzoni
Il libro che maggiormente ha ispirato il disco è il celebre Cent'anni di solitudine di Gabriel García Márquez, che dà il nome a una canzone del CD, nonché ad un mini CD realizzato l'anno successivo. Ispirato al libro sono inoltre Macondo Express, canzone d'apertura di Terra e libertà, Il ballo di Aureliano e Remedios la bella; sempre un riferimento a Marquez, che ha scritto L'amore ai tempi del colera, è il titolo L'amore ai tempi del caos. Un'altra opera che si può considerare come ispiratrice di alcune tracce e del concept del disco è "Un treno di ghiaccio e fuoco" di Ramon Chao.
Anche in questo album vi è una canzone-dedica: Transamerika, dedicata ad Ernesto Che Guevara, rivoluzionario argentino. Una sorta di cronaca del viaggio che il Che compie tra il 1951 e il 1952 insieme ad Alberto Granado nell'America Latina. Il personaggio mitico di Paddy Garcia, per metà irlandese e per metà messicano, compare già in A pistol for Paddy Garcia dei The Pogues e anche Daniel Chavarría gli ha dedicato una biografia. In riferimento al lavoro dei The Pogues si può nominare anche la traccia Danza infernale, una sorta di risposta al brano "Turkish Song of the Damned" contenuta nell'album "If I Should Fall from Grace with God", disco di riferimento dei primissimi MCR.

## Tracce
1. Macondo Express - 3:22
2. Il ritorno di Paddy Garcia - 3:53 dedicata a Paddy Garcia
3. Il ballo di Aureliano - 4:03
4. Remedios la bella - 3:53
5. Radio Tindouf - 4:55
6. Marcia balcanica - 2:42
7. Danza infernale - 3:43
8. Qualche splendido giorno - 3:51
9. Transamerika - 3:26
10. Lettera dal fronte - 2:39
11. L'ultima mano - 4:11
12. Cuore blindato - 2:39
13. Don Chisciotte - 3:15
14. Cent'anni di solitudine - 3:32
15. L'amore ai tempi del caos - 3:20

## Formazione
- Stefano "Cisco" Bellotti - voce
- Alberto Cottica - fisarmonica, cori
- Franco D'Aniello - tin whistle, flauto traverso, bombarda, cori
- Massimo Ghiacci - basso elettrico ed acustico, tea chest bass, cori
- Massimo Giuntini - bouzouki, uilleann pipes, banjo, clarino
- Francesco Moneti - violino, chitarra elettrica, cori
- Giovanni Rubbiani - chitarra acustica, armonica, cori
- Roberto Zeno - batteria, djembe, congas, percussioni, cori

### Altri musicisti
- Luciano Gaetani - mandolino e salterio in Marcia balcanica, bodhrán in Cent'anni di solitudine
- Marco Michelini - violino in Marcia balcanica
- Arcangelo "Kaba" Cavazzuti - talking drum in Lettera dal fronte, darabouka in Radio Tindouf, cori e voce recitante in Macondo Express
- Aniurka Castillo - voce cubana in Lettera dal fronte
- Luigi Manconi - cori in Transamerika e Il ritorno di Paddy Garcia